# سندرم کلیپل–فایل
سندرم کلیپل فایل (انگلیسی: Klippel–Feil syndrome) یک اختلال مادرزادی ناشایع سیستم عضلانی اسکلتی است که در آن کوتاهی مادرزادی گردن و محدودیت حرکات سر داریم. چند عدد از مهره‌های گردنی بهم جوش می‌خورند. خط رویش موی سر پایینتر از حد طبیعی است و گاه پرده گردنی مشاهده می‌شود.
این اختلال مادرزادی ناشایع و بدون زمینه خانوادگی است و به سه گروه تقسیم‌بندی می‌شود.
درمان با جراحی (توراکوپلاستی فوقانی) برای بهبود ظاهری و تصحیح اسکولیوز است.